# Regency Centers
Regency Centers est une entreprise américaine basée à Jacksonville, en Floride. Fondée en 1963, elle opère de nombreux centres commerciaux à travers le pays. Son siège se trouve dans le Wells Fargo Center.

## Centres
- Willows Shopping Center à Concord, en Californie.